# José Mármol (Buenos Aires)
José Mármol es una localidad de Argentina perteneciente al partido de Almirante Brown, provincia de Buenos Aires. Está ubicada en la Zona Sur del Gran Buenos Aires.

## Geografía

### Demografía
Tiene 5,14 km², ocupando de esta manera el 3,97% del partido de Almirante Brown. Su población era de 40,612 habitantes (Indec, 2001), creció 4,6% frente a los 38,842 habitantes (Indec, 1991) del censo anterior; densidad poblacional de 7.091 hab/km². En 1991 se contabiliazaron 19.037 varones y 19.805 mujeres, según datos del censo nacional 1991. Se determinó también en ese año la existencia de 11.290 viviendas.

## Historia
- A mediados del siglo XVIII las tierras de la localidad de José Mármol y su vecina San José pertenecían a Tiburcio Arce, quien las había heredado de sus padres, Miguel Arce y Josefa Mancilla.[1]

- En abril de 1781 Arce vendió a Antonio Illescas un terreno situado en el llamado ‘Fondo de Quilmes’. Al año siguiente, Illescas amplió su propiedad y completó un terreno de casi una hectárea. A su muerte heredaron el predio sus dos hijos, el presbítero Roque Illescas y su hermano Francisco
- Por mediados de 1811 lo vendieron a Robert Hunt y Charles Yhigginson, dos ingleses que se habían asociado para explotar un establecimiento rural. Cansado de la vida de campo, Yhigginson vendió su parte a Hunt, cuyo hijo, Ramón, sería el primer intendente de Almirante Brown.[1]

- 1849 compró estas tierras Antonio Joaquín de Olivera y en 1855 José Antonio Castaño.

- 1888, a las 3.20 del 5 de junio último cimbronazo por el terremoto del Río de la Plata de 1888.

- 1902, sus nietas Pastora y Carmen recibieron cada una la mitad de estas tierras. Las cercanas a José Mármol quedaron para la primera y a Carmen le correspondió el resto, situado en lo que hoy es San José.

El origen de la "Estación Mármol" se produjo en el marco de una crisis política que enfrentó a los gobiernos nacional y provincial por la federalización de la ciudad de Buenos Aires, hasta entonces capital provincial.
Tras la asunción de Julio Argentino Roca en octubre de 1880, el gobernador Carlos Tejedor se levantó en armas. Se produjeron combates en Barracas, Corrales y Puente Alsina. Tras la renuncia de Tejedor, asumió la gobernación Dardo Rocha, quien decidió trasladar la capital a La Plata, fundada el 19 de diciembre de 1882.

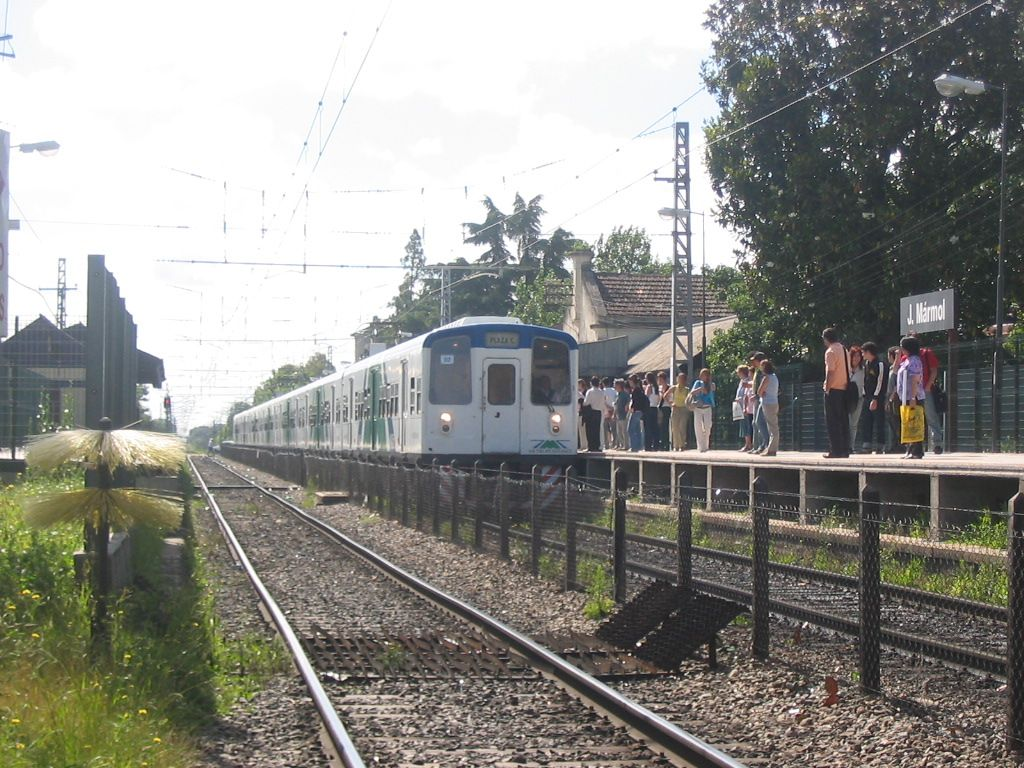
Tren eléctrico Toshiba 1983 arribando a la estación José Mármol, procedente de Claypole, en diciembre de 2004.

Para conectar la nueva capital con el oeste de la provincia, Rocha proyectó una vía que no pasara por Buenos Aires. Así nació el ramal a La Plata. La estación José Mármol fue habilitada el 15 de abril de 1884 y la fecha de fundación del pueblo es el 4 de enero de ese mismo año.
En cuadernillos oficiales del Partido de Almirante Brown se lee que "el nombre de la estación fue una resolución interna de la empresa ferroviaria y el servicio se inauguró oficialmente el 15 de abril de 1884".
El 15 de agosto una construcción reemplazó la casilla existente y en poco tiempo surgieron las primeras viviendas: la estafeta postal abrió en 1899 y en agosto de 1903 se fundó la Sociedad Cosmopolita. El tranvía llegó en 1908 y conectó la estación y el Barrio Martín Arín hasta 1928, cuando fue adquirido por la comuna.
La primera escuela, la n.º 7, se fundó el 1 de junio de 1890.
En 1914 se fundó el Mármol Tenis Club, entonces exclusivo para vecinos ingleses, y en 1915 se fundó el Club Marín, que tenía su sede frente a la estación del tranvía. Otra institución de relevancia local, el Club El Fogón, abrió sus puertas en el año 1930.
Las tierras de Carmen Castaño, conocidas como ‘Estancia San José, fueron adquiridas por la familia d Guillermo Kraft.
En 1948 su viuda, Herminia T. Westermayer, y sus hijos Guillermo, Alberto y Oscar, encomendaron al Ingeniero Manuel Balarino su parcelación para un centro urbano.
En noviembre de ese año la Dirección de Geodesia aprobó el plano y un mes más tarde el martillero Juan Boracchia (hijo), realizó el primero de los remates en lo que entonces se llamó Barrio San José.

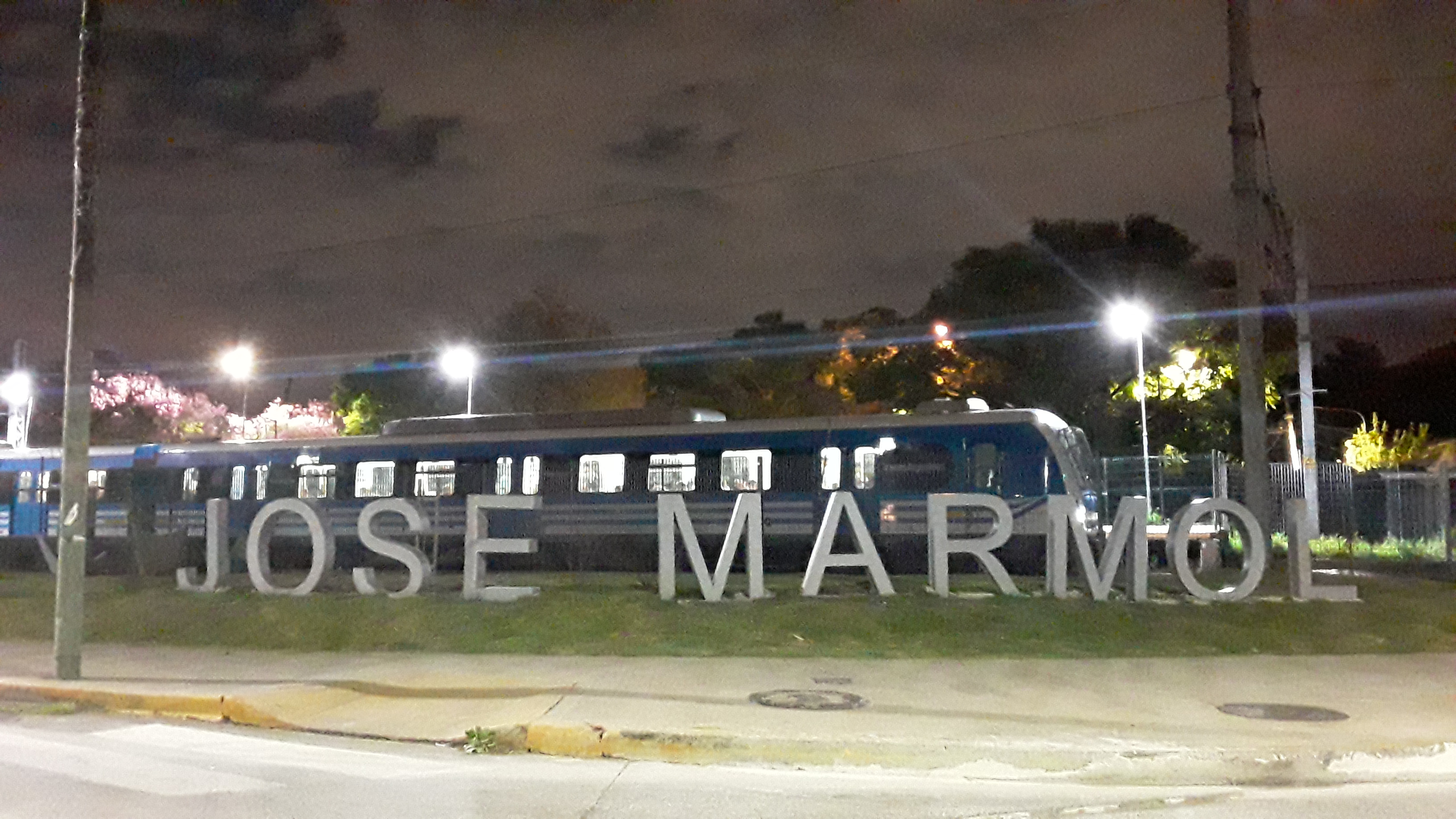
Estación de José Mármol, febrero de 2020.

Gracias al éxito obtenido, en 1950 salió a la venta un remanente de 4.000 lotes que abarcaban terrenos ubicados en los municipios de Lomas de Zamora y Almirante Brown
Dos años después se fundó el hospital vecinal Juan Mársico, originalmente abrió sus puertas como una sala de primeros auxilios.
En 1957 la capilla Nuestra Señora de Luján fue elevada al rango de parroquia y dejó de depender de la parroquia San Gabriel de la localidad de Adrogué.

## Educación
La primera escuela primaria fue fundada el 1 de junio de 1890, y se trata de la escuela N.º 7 que luego de más de 90 años de funcionar en el mismo lugar fue trasladada a otra edificación a unas cuadras del edificio original que paso a funcionar como Jardín de infantes. 
En el año 2000 existían cuatro escuelas públicas, cuatro institutos privados y seis jardines de infantes.

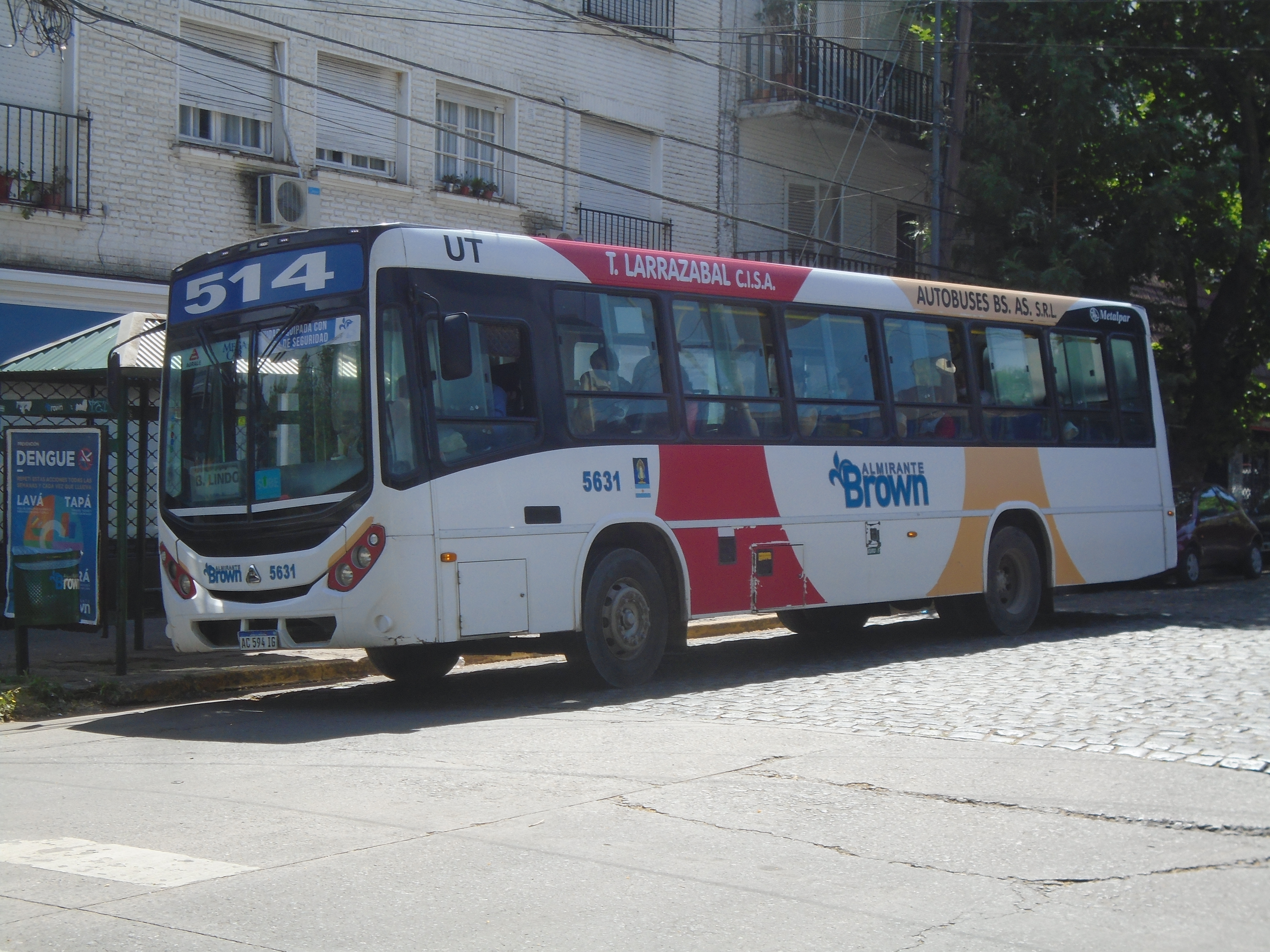
Colectivo de la línea 514.

## Líneas de colectivos
266 278 384 406 436 505 506 514

## Tren
- José Mármol, Línea General Roca

## Parroquias de la Iglesia católica en José Mármol
| Diócesis  | Lomas de Zamora         |
| --------- | ----------------------- |
| Parroquia | Nuestra Señora de Luján |